# Parafia Przemienienia Pańskiego w Jeziórce
Parafia pw. Przemienienia Pańskiego w Jeziórce – parafia rzymskokatolicka w Jeziórce. Obsługiwana przez księży archidiecezjalnych. Mieści się pod numerem 16. 
Parafia została erygowana w 1480 r. 

## Kościół parafialny
Obecny kościół parafialny wybudowany w 1925.